# Bondo (Sella Giudicarie)
Bondo (Bónt in dialetto trentino) è una frazione di 701 abitanti del comune di Sella Giudicarie, nella provincia autonoma di Trento.
Fino al 31 dicembre 2015 ha costituito un comune autonomo, prima di venire aggregato nel nuovo comune assieme a Breguzzo, Lardaro e Roncone.
La sella di Bondo rappresenta il punto di spartiacque fra il Chiese e il bacino del Sarca che confluisce nel lago di Garda.

## Storia

### Simboli

Vecchio stemma comunale

Il comune aveva un proprio stemma e un gonfalone approvati con D.G.P. del 13 dicembre 1988, n. 16240.
Stemma
Ornamenti: A destra una fronda d'alloro fogliata al naturale fruttifera di rosso, a sinistra una fronda di quercia fogliata e ghiandifera al naturale, legate da un nodo d'oro.»
Gonfalone

## Monumenti e luoghi d'interesse
Ospita il cimitero monumentale austro-ungarico, costruito nel 1916 per commemorare i caduti dell'Impero austro-ungarico della prima guerra mondiale.

## Società

### Evoluzione demografica
Abitanti censiti